# Ringeriks-Kraft/Saison 2011
Dieser Artikel listet Erfolge und Fahrer des Radsportteams Ringeriks-Kraft in der Saison 2011 auf.

## Zugänge – Abgänge
| Zugänge                         | Team 2010 | Abgänge                    | Team 2011    |
| ------------------------------- | --------- | -------------------------- | ------------ |
| Marius Hafsås                   | Neoprofi  | Christer Jensen            | Joker Merida |
| Frans-Leonard Markaskard        | Neoprofi  | Sivert Dybvikstrand        | Unbekannt    |
| Mikael Schou                    | Neoprofi  | Jonas Sørensen Gullingsrud | Unbekannt    |
| Alexander Randin (ab 1. August) | Neoprofi  |                            |              |

## Mannschaft
| Name                     | Geburtstag        | Nationalität |
| ------------------------ | ----------------- | ------------ |
| Audun Brekke Fløtten     | 20. August 1990   | Norwegen     |
| Daniel Slåtto Gomnes     | 21. Juni 1991     | Norwegen     |
| Marius Hafsås            | 19. März 1991     | Norwegen     |
| Eirik Kasa Jarlseth      | 17. August 1990   | Norwegen     |
| Frans-Leonard Markaskard | 27. Oktober 1990  | Norwegen     |
| Alexander Randin         | 19. August 1991   | Norwegen     |
| Stian Saugstad           | 24. März 1991     | Norwegen     |
| Mikael Schou             | 6. September 1988 | Norwegen     |
| Martin Uthus             | 8. März 1990      | Norwegen     |
| Aslak Værnes             | 17. Januar 1991   | Norwegen     |